# جيمي ليون
جيمي ليون (بالإنجليزية: Jimmy Lyon)‏ هو عازف قيثارة أمريكي، ولد في 22 مايو 1955.